# Paint Rock (Texas)
Paint Rock és una població dels Estats Units a l'estat de Texas. Segons el cens del 2000 tenia 320 habitants.

## Demografia
Segons el cens del 2000, Paint Rock tenia 320 habitants, 110 habitatges, i 83 famílies. La densitat de població era de 74,4 habitants/km².
Dels 110 habitatges en un 41,8% hi vivien nens de menys de 18 anys, en un 64,5% hi vivien parelles casades, en un 9,1% dones solteres, i en un 24,5% no eren unitats familiars. En el 21,8% dels habitatges hi vivien persones soles el 9,1% de les quals corresponia a persones de 65 anys o més que vivien soles. El nombre mitjà de persones vivint en cada habitatge era de 2,91 i el nombre mitjà de persones que vivien en cada família era de 3,45.
Per edats la població es repartia de la següent manera: un 30,6% tenia menys de 18 anys, un 7,8% entre 18 i 24, un 26,6% entre 25 i 44, un 21,6% de 45 a 60 i un 13,4% 65 anys o més.
L'edat mediana era de 35 anys. Per cada 100 dones de 18 o més anys hi havia 88,1 homes.
La renda mediana per habitatge era de 32.500 $ i la renda mediana per família de 33.750 $. Els homes tenien una renda mediana de 21.786 $ mentre que les dones 21.250 $. La renda per capita de la població era de 12.965 $. Aproximadament el 13% de les famílies i el 15,9% de la població estaven per davall del llindar de pobresa.

## Poblacions més properes
El següent diagrama mostra les poblacions més properes.